# Classe Vetehinen
La classe Vetehinen è stata una classe di sommergibili della marina finlandese (Merivoimat).
Le tre unità erano il capoclasse Vetehinen, il Vesihiisi, e lo Iku-Turso ed erano stati costruiti con tecnologia tedesca presso cantieri navali locali dalla compagnia olandese Ingenieurskantoor voor Scheepsbouw (IvS); erano battelli moderni da cinquecento tonnellate che vennero però concepiti anche come posamine e quindi erano appesantiti dall'attrezzatura apposita a scapito della dotazione di siluri.

## Unità
| Nome      | Ordinato          | Varo           | Entrata in servizio | Destino finale                    |
| --------- | ----------------- | -------------- | ------------------- | --------------------------------- |
| Vetehinen | 16 settembre 1926 | 1º giugno 1930 | 13 ottobre 1930     | radiato per obsolescenza nel 1946 |
| Vesihiisi | 4 marzo 1927      | 1º agosto 1930 | 2 dicembre 1930     | radiato per obsolescenza nel 1946 |
| Iku-Turso | 4 marzo 1927      | 5 maggio 1931  | 13 ottobre 1931     | radiato per obsolescenza nel 1946 |